# Lijst van voetbalinterlands Malawi - Zuid-Afrika
Deze lijst van voetbalinterlands is een overzicht van alle officiële voetbalwedstrijden tussen de nationale teams van Malawi en Zuid-Afrika. De Afrikaanse landen hebben tot op heden dertien keer tegen elkaar gespeeld. De eerste ontmoeting was een kwalificatiewedstrijd voor het Wereldkampioenschap voetbal 1998 op 1 juni 1996 in Blantyre. Het laatste duel, de troostfinale van de COSAFA Cup 2023, vond plaats in Durban op 16 juli 2023.

## Wedstrijden
| №  | Plaats       | Datum             | Competitie           | Wedstrijd            | Uitslag |
| -- | ------------ | ----------------- | -------------------- | -------------------- | ------- |
| 1  | Blantyre     | 1 juni 1996       | WK 1998 kwalificatie | Malawi − Zuid-Afrika | 0 − 1   |
| 2  | Johannesburg | 15 juni 1996      | WK 1998 kwalificatie | Zuid-Afrika − Malawi | 3 − 0   |
| 3  | Blantyre     | 24 februari 2001  | WK 2002 kwalificatie | Malawi − Zuid-Afrika | 1 − 2   |
| 4  | Durban       | 14 juli 2001      | WK 2002 kwalificatie | Zuid-Afrika − Malawi | 2 − 0   |
| 5  | Blantyre     | 21 juli 2001      | COSAFA Cup 2001      | Malawi − Zuid-Afrika | 1 − 0   |
| 6  | Blantyre     | 21 september 2002 | COSAFA Cup 2002      | Malawi − Zuid-Afrika | 1 − 3   |
| 7  | Durban       | 28 september 2002 | COSAFA Cup 2002      | Zuid-Afrika − Malawi | 1 − 0   |
| 8  | Lobamba      | 26 mei 2007       | COSAFA Cup 2007      | Malawi − Zuid-Afrika | 0 − 0   |
| 9  | Johannesburg | 30 september 2008 | Vriendschappelijk    | Zuid-Afrika − Malawi | 3 − 0   |
| 10 | Durban       | 22 december 2012  | Vriendschappelijk    | Zuid-Afrika − Malawi | 3 − 1   |
| 11 | Phokeng      | 27 mei 2015       | COSAFA Cup 2015      | Zuid-Afrika − Malawi | 0 − 0   |
| 12 | Durban       | 7 juni 2019       | COSAFA Cup 2019      | Zuid-Afrika − Malawi | 0 − 0   |
| 13 | Durban       | 16 juli 2023      | COSAFA Cup 2023      | Malawi − Zuid-Afrika | 0 − 0   |

## Samenvatting
| Competitie        | Totaal gespeeld | Winst Malawi | Gelijk | Winst Zuid-Afrika | Doelsaldo Malawi – Zuid-Afrika |
| ----------------- | --------------- | ------------ | ------ | ----------------- | ------------------------------ |
| WK-kwalificatie   | 4               | 0            | 0      | 4                 | 1 − 8                          |
| COSAFA Cup        | 7               | 1            | 4      | 2                 | 2 − 4                          |
| Vriendschappelijk | 2               | 0            | 0      | 2                 | 1 − 6                          |
| Totaal            | 13              | 1            | 4      | 8                 | 4 − 18                         |

## Details

### Negende ontmoeting
| Vriendschappelijk (Johannesburg, Zuid-Afrika, 30 september 2008): |       |        |
| Zuid-Afrika                                                       | 3 – 0 | Malawi |
| Bernard Parker 32' Bernard Parker 80' Daine Klate 90'             | goals |        |

FAM · 
Bondscoaches · 
Topscorers · 
Malawisch vrouwenelftal
1962 - 1969 · 
1970 - 1979 · 
1980 - 1989 · 
1990 - 1999 · 
2000 – 2009 · 
2010 – 2019 ·
2020 − 2029
Algerije ·
Angola ·
Bangladesh ·
Benin ·
Botswana ·
Burkina Faso ·
Burundi ·
Comoren ·
Congo-Brazzaville ·
Congo-Kinshasa ·
Djibouti ·
Egypte ·
Equatoriaal-Guinea ·
Eritrea ·
Ethiopië ·
Gabon ·
Ghana ·
Guinee ·
Ivoorkust ·
Jemen ·
Kameroen ·
Kenia ·
Lesotho ·
Liberia ·
Libië ·
Madagaskar ·
Mali ·
Marokko ·
Mauritius ·
Mozambique ·
Namibië ·
Nigeria ·
Oeganda ·
Rwanda ·
Sao Tomé en Principe ·
Senegal ·
Seychellen ·
Sierra Leone ·
Soedan ·
Somalië ·
Swaziland ·
Tanzania ·
Togo ·
Tsjaad ·
Tunesië ·
Zambia ·
Zimbabwe ·
Zuid-Afrika ·
Zuid-Soedan
SAFA · A-internationals · Bondscoaches · Selecties · Statistieken · Zuid-Afrikaans vrouwenelftal · Olympisch elftal · Zuid-Afrika U21 · Zuid-Afrika U19 · Zuid-Afrika U17
1906 – 1919 ·
1920 – 1929 ·
1930 – 1939 ·
1940 – 1949 · 
1950 – 1959 · 
1960 – 1969 · 
1970 – 1979 · 
1980 – 1989 · 
1990 – 1999 · 
2000 – 2009 · 
2010 – 2019 ·
2020 − 2029
AC 1996 · 
AC 1998 · 
AC 2000 · 
AC 2002 · 
AC 2004 · 
AC 2006 · 
AC 2008 · 
AC 2013
WK 1998 · 
WK 2002 · 
WK 2010
OS 2000 ·
OS 2016 ·
OS 2020
1947 · 
1948–1949 · 
1950 · 
1951-1952 ·
1953 · 
1954 · 
1955 · 
1956–1991 · 
1992 · 
1993 · 
1994 · 
1995 · 
1996 · 
1997 · 
1998 · 
1999 · 
2000 · 
2001 · 
2002 · 
2003 · 
2004 · 
2005 · 
2006 · 
2007 · 
2008 · 
2009 · 
2010 · 
2011 · 
2012 · 
2013 · 
2014 · 
2015 · 
2016 ·
2017 ·
2018 ·
2019 ·
2020 ·
2021 ·
2022 ·
2023 ·
2024
Algerije ·
Andorra ·
Angola ·
Argentinië ·
Australië ·
Benin ·
Bolivia ·
Botswana ·
Brazilië ·
Bulgarije ·
Burkina Faso ·
Burundi ·
Canada ·
Centraal-Afrikaanse Republiek ·
Chili ·
Colombia ·
Comoren ·
Congo-Brazzaville ·
Congo-Kinshasa ·
Costa Rica ·
Denemarken ·
Duitsland ·
Ecuador ·
Egypte ·
Engeland ·
Equatoriaal-Guinea ·
Ethiopië ·
Frankrijk ·
Gabon ·
Gambia ·
Georgië ·
Ghana ·
Guatemala ·
Guinee ·
Guinee-Bissau ·
Honduras ·
Ierland ·
IJsland ·
Irak ·
Israël ·
Italië ·
Ivoorkust ·
Jamaica ·
Japan ·
Kaapverdië ·
Kameroen ·
Kenia ·
Lesotho ·
Liberia ·
Libië ·
Madagaskar ·
Malawi ·
Mali ·
Malta ·
Marokko ·
Mauritanië ·
Mauritius ·
Mexico ·
Mozambique ·
Namibië ·
Nederland ·
Nieuw-Zeeland ·
Niger ·
Nigeria ·
Noord-Korea ·
Noorwegen ·
Oeganda ·
Panama ·
Paraguay ·
Polen ·
Portugal ·
Rwanda ·
Saoedi-Arabië ·
Sao Tomé en Principe ·
Schotland ·
Senegal ·
Servië ·
Seychellen ·
Sierra Leone ·
Slovenië ·
Soedan ·
Spanje ·
Swaziland ·
Tanzania ·
Thailand ·
Trinidad en Tobago ·
Tsjaad ·
Tsjechië ·
Tunesië ·
Turkije ·
Uruguay ·
Verenigde Arabische Emiraten ·
Verenigde Staten ·
Zambia ·
Zimbabwe ·
Zuid-Soedan ·
Zweden
Frankrijk (2010) ·
Mexico (2010) ·
Paraguay (2002) · 
Slovenië (2002) · 
Spanje (2002) · 
Uruguay (2010)